# Šilka
Šilka je rijeka u Dalekoistočnom saveznom okrugu Rusije, duga 555 km. Šilka započinje spajanjem rijeka Onon i Ingoda, koja se zatim, na granici Rusije i Kine spaja s rijekom Argun, te zajedno dalje teku kao rijeka Amur. Rijeka Šilka je plovna gotov cijelim svojim tokom. 

## Vanjske poveznice
|  | Zajednički poslužitelj ima još gradiva o temi Šilka |